# إيسكودو جزر الرأس الأخضر
ايسكودو كاب فيردي هي العملة الوطنية في الرأس الأخضر والمعتمدة منذ عام 1914 أثناء استعمار البرتغال لها. وينقسم الايسكودو إلى 100 سنتافو.وسعر الصرف ثايت أمام اليورو وقدره 110.265 ايسكودو لكل 1 يورو.

## التاريخ
أصبح الإيسكودو عملة الرأس الأخضر في عام 1914. بعد أن حلت محل الريال الرأس الأخضر بمعدل 1000 ريال = 1 إيسكودو. حتى عام 1930، استخدمت الرأس الأخضر العملات البرتغالية، .
وحتى الاستقلال في عام 1975، كان اسكودو الرأس الأخضر مساويًا لـ الإيسكودو البرتغالي . ثم انخفضت قيمته لاحقًا، حيث انخفضت بنحو 30 في المائة في 1977، وبنسبة 40 في المائة أخرى في 1982. وفي منتصف عام 1998، ربطت العملة باسكود البرتغالي بمعدل 1 اسكود برتغالي = 0.55 إيسكودو الرأس الأخضر. وعند استبدال الاسكودو البرتغالي باليورو، رُبط الاسكودو باليورو بسعر 1 يورو = 110.265 إيسكودو . ويدعم هذا الربط من خلال تسهيل ائتماني تقدمه الحكومة البرتغالية.

## الأوراق النقدية
في عام 1914، اصدر Banco Nacional Ultramarino ‏ أوراق نقدية من فئات 4 و 5 و 10 و 20 و 50 سنتافو. ثم في عام 1921، اصدر 1 و 5 و 10 و 20 و 50 و 100 اسكودو. وفي النسخة التالية التي ظهرت في عام 1945، استبدلت جميع الأوراق النقدية التي تقل عن 5 اسكودو بقطع نقدية وتضمنت السلسلة 500 ورقة اسكودو. ثم استبدال 5 و10 أوراق اسكودو بعملات معدنية في عام 1953.
وفي 1 يوليو 1977 اصدرت فئات 100 و500 و 1000 اسكودو. ثم اصدرت سلسلة جديدة في عام 1989 وتألفت من 100 و500 و 1000 و2500 اسكودو. واصدرت السلسلة الثالثة في عام 1992 من فئات 200 و500 و1000 مع إضافة 2000 و 5000 اسكودو في عام 1999. وفي عام 2005 ، أعيد تصميم 200 اسكودو، تلتها 500 و 1000 في عام 2007.
وفي 22 ديسمبر 2014، اصدر بنك الرأس الأخضر سلسلة جديدة من الأوراق النقدية التي تكرم شخصيات الرأس الأخضر الأدبية والموسيقية والسياسية. وتتكون من 200 من البوليمر و1000 و2000 اسكودو، وثم اصدرت أوراق 500 و5000 أسكودو في عام 2015.
| الصورة | الصورة | القيمة | الوصف                                                  | الوصف                                                                                      |
| الوجه  | العكس  | القيمة | الوجه                                                  | العكس                                                                                      |
| ------ | ------ | ------ | ------------------------------------------------------ | ------------------------------------------------------------------------------------------ |
|        |        | 200    | جزيرة فوغو، هنريك تيكسيرا دي سوزا                      | Pico do Fogo ‏                                                                              |
| "      | "      | 500    | جورجي باربوسا [الإنجليزية]                             | خطوط من قصيدة باربوسا، سد بويلا في بلدية سانتا كروز في جزيرة سانتياغو (موطن جورجي باربوسا) |
|        |        | 1000   | Codé di Dona ‏                                          | موسيقي يعزف بالفيرينهو [الإنجليزية]                                                        |
|        |        | 2000   | سزاريا ايفورا                                          | كمان                                                                                       |
|        |        | 5000   | خريطة الرأس الأخضر، الرئيس الأول أريستيدس ماريا بيريرا | خريطة بوا فيستا (موطن أريستيدس ماريا بيريرا).                                              |

## سعر الصرف
| التاريخ     | يورو    | اسكودو برتغالي | الدولار الأمريكي |
| ----------- | ------- | -------------- | ---------------- |
| 1995        | –       | 1/1.93         | 76,853           |
| 1996        | –       | 1/1.90         | 82,591           |
| 1997        | –       | 1/1.90         | 93,177           |
| 1998        | –       | 0.55           | 98,158           |
| 1999        | 110.265 | 0.55000        | 102,700          |
| ديسمبر 1999 | 110.265 | 0.55000        | 107,285          |
| 2005        | 110.265 | لم يعد يستخدم  | حوالي 90         |
| فبراير 2006 | 110.265 | لم يعد يستخدم  | حوالي 90         |
| يناير 2007  | 110.265 | لم يعد يستخدم  | 85.36            |